# Romaleon

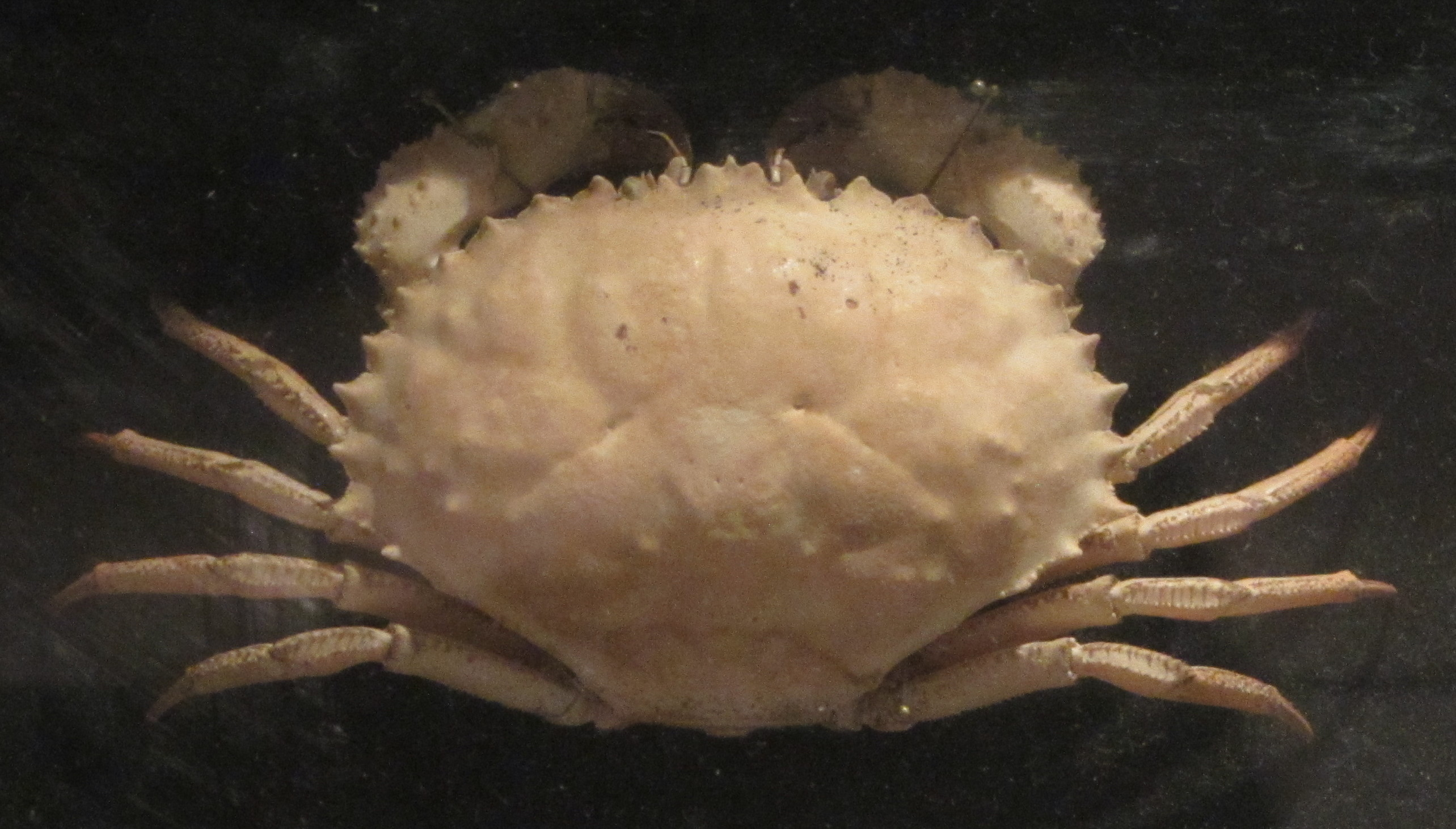
Okaz Romaleon gibbosulum w tajwańskim muzeum

Romaleon – rodzaj skorupiaków z infrarzędu krabów i rodziny Cancridae.

## Opis
Kraby te mają karapaks o długości wynoszącej od 60 do 75% jego największej szerokości, o powierzchni z umiarkowanie mocno zaznaczonym podziałem na regiony, które mogą być ziarenkowane lub wyposażone w poprzeczne listewki. Krawędź frontalna lekko wystaje przed orbitalne, a łączna długość tych krawędzi wynosi 29–44% największej szerokości karapaksu. Na krawędzi frontalnej znajduje się, włącznie z wewnętrznymi orbitalnymi, 5 kolców, z których środkowy wyrasta niżej niż pozostałe. Na regionie frontalnym znajduje się bruzda biegnąca przyosiowo. Po 9 ostrych, zakrzywionych ku przodowi i oddzielonych do nasady kolców znajduje się na obu krawędziach przednio-bocznych karapaksu. Wklęśnięte krawędzie tylno-boczne oraz prawie prosta krawędź tylna są obrzeżone, a te pierwsze mogą mieć po jednym kolcu. Szczypce cechuje wydłużony propodit z licznymi, skierowanymi dystalnie kolcami na górnej krawędzi oraz 4–6 ziarenkowanymi kilami na powierzchni zewnętrznej. Powierzchnie tnące obu palców szczypiec mają duże, tępe zęby. Na palcu nieruchomym znajdują się dwa ziarenkowane kile, a ruchomy ma na górnej powierzchni liczne, skierowane ku tyłowi kolce lub ostre ziarenka.

## Taksonomia i ewolucja
Takson ten wyróżnił w 1848 roku Johannes von Nepomuk F.X. Gistel. J. Dale Nations klasyfikował go w 1975 jako podrodzaj w rodzaju Cancer. Obecnie traktowany jest jako odrębny rodzaj, obejmujący 7 gatunków współczesnych:
- Romaleon antennarium (Stimpson, 1856)
- Romaleon branneri (Rathbun, 1926)
- Romaleon gibbosulum (De Haan, 1833)
- Romaleon jordani (Rathbun, 1900)
- Romaleon luzonense (Sakai, 1983)
- Romaleon nadaense (Sakai, 1969)
- Romaleon setosum (Molina, 1782)

oraz 4 gatunki wymarłe:
- †Romaleon dereki Nations, 1975
- †Romaleon sakamotoi (Kato, 1996)
- †Romaleon sanbonsugii (Imaizumi, 1962)
- †Romaleon urbanus (Rathbun, 1917)

Najstarsze skamieniałości z tego rodzaju pochodzą ze środkowego miocenu i należą do R. dereki, R. sakamotoi i R. sanbonsugii.